# Triângulo de Morley

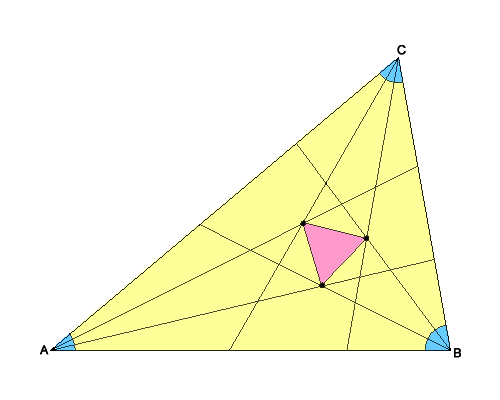
Triângulo de Morley

O triângulo de Morley, denominado em memória de Frank Morley, é um triângulo equilátero construído no interior de um triângulo qualquer.

## Definição e teorema de Morley
Os ângulos internos de um triângulo qualquer são divididos em três partes iguais (o que não pode ser geralmente realizado apenas com régua e compasso). Para cada lado do triângulo observa-se a interseção de duas linhas divisórias partindo dos pontos extremos destes lados. O triângulo de Morley é formado pelos vértices destes pontos assim formados.
O teorema de Morley estabelece:
Independente da forma do triângulo original, o triângulo de Morley é sempre equilátero.